# Campeonato Mundial de Atletismo em Pista Coberta de 2018 - 3000 m masculino
A prova dos 3000 metros masculino do Campeonato Mundial de Atletismo em Pista Coberta de 2018 ocorreu entre os dias 2 e 4 de março na Arena Birmingham, em Birmingham, no Reino Unido. 

## Recordes
Antes desta competição, os recordes mundiais e do campeonato nesta prova eram os seguintes:
|                       | Nome               | Nacionalidade | Tempo     | Local     | Data                   |
| --------------------- | ------------------ | ------------- | --------- | --------- | ---------------------- |
| Recorde mundial       | Daniel Komen       | Quênia        | 7m 24s 90 | Budapeste | 6 de fevereiro de 1998 |
| Recorde do campeonato | Haile Gebrselassie | Etiópia       | 7m 34s 71 | Paris     | 9 de março de 1997     |

## Medalhistas
| Ouro                 | Prata                | Bronze                |
| Yomif Kejelcha (ETH) | Selemon Barega (ETH) | Bethwell Birgen (KEN) |

## Cronograma
Todos os horários são locais (UTC+0).
| Data       | Hora  | Evento  |
| ---------- | ----- | ------- |
| 2 de março | 12:55 | Bateria |
| 4 de março | 15:35 | Final   |

## Resultados

### Bateria
Qualificação: 4 atletas de cada bateria (Q) mais os 4 melhores qualificados (q).  
| Posição | Bateria | Atleta               | Nacionalidade  | Tempo   | Notas                |
| ------- | ------- | -------------------- | -------------- | ------- | -------------------- |
| 1       | 1       | Yomif Kejelcha       | Etiópia        | 7:42.83 | Q                    |
| 2       | 1       | Hagos Gebrhiwet      | Etiópia        | 7:43.55 | Q                    |
| 3       | 1       | Adel Mechaal         | Espanha        | 7:43.83 | Q                    |
| 4       | 1       | Birhanu Balew        | Bahrein        | 7:44.03 | Q,                   |
| 5       | 1       | Bethwell Birgen      | Quênia         | 7:45.06 | q                    |
| 6       | 1       | Younès Essalhi       | Marrocos       | 7:45.07 | q,                   |
| 7       | 2       | Selemon Barega       | Etiópia        | 7:48.14 | Q                    |
| 8       | 2       | Davis Kiplangat      | Quênia         | 7:48.26 | Q                    |
| 9       | 1       | Clemens Bleistein    | Alemanha       | 7:49.01 | q,                   |
| 10      | 2       | Yassin Bouih         | Itália         | 7:50.65 | Q,                   |
| 11      | 2       | Julian Oakley        | Nova Zelândia  | 7:55.92 | Q                    |
| 12      | 1       | Shadrack Kipchirchir | Estados Unidos | 7:57.08 | q                    |
| 13      | 2       | Federico Bruno       | Argentina      | 7:58.98 | Recorde da temporada |
| 14      | 1       | Thierry Ndikumwenayo | Burundi        | 8:09.11 |                      |
| 15      | 1       | Hamish Carson        | Nova Zelândia  | 8:14.40 |                      |
| 16      | 2       | Jonathan Davies      | Grã-Bretanha   | 8:21.73 |                      |
| 17      | 2       | Paul Chelimo         | Estados Unidos | DSQ     | R163.3(b)            |
| 17      | 2       | Richard Ringer       | Alemanha       | DSQ     | R163.2(b)            |
| 17      | 2       | Youssouf Hiss Bachir | Djibuti        | DSQ     | R163.3(b)            |
| 17      | 2       | Kemoy Campbell       | Jamaica        | DSQ     | R163.3(b)            |
| 17      | 2       | Albert Rop           | Bahrein        | DNS     |                      |
| 17      | 1       | Djamal Abdi Direh    | Djibuti        | DNS     |                      |

### Final

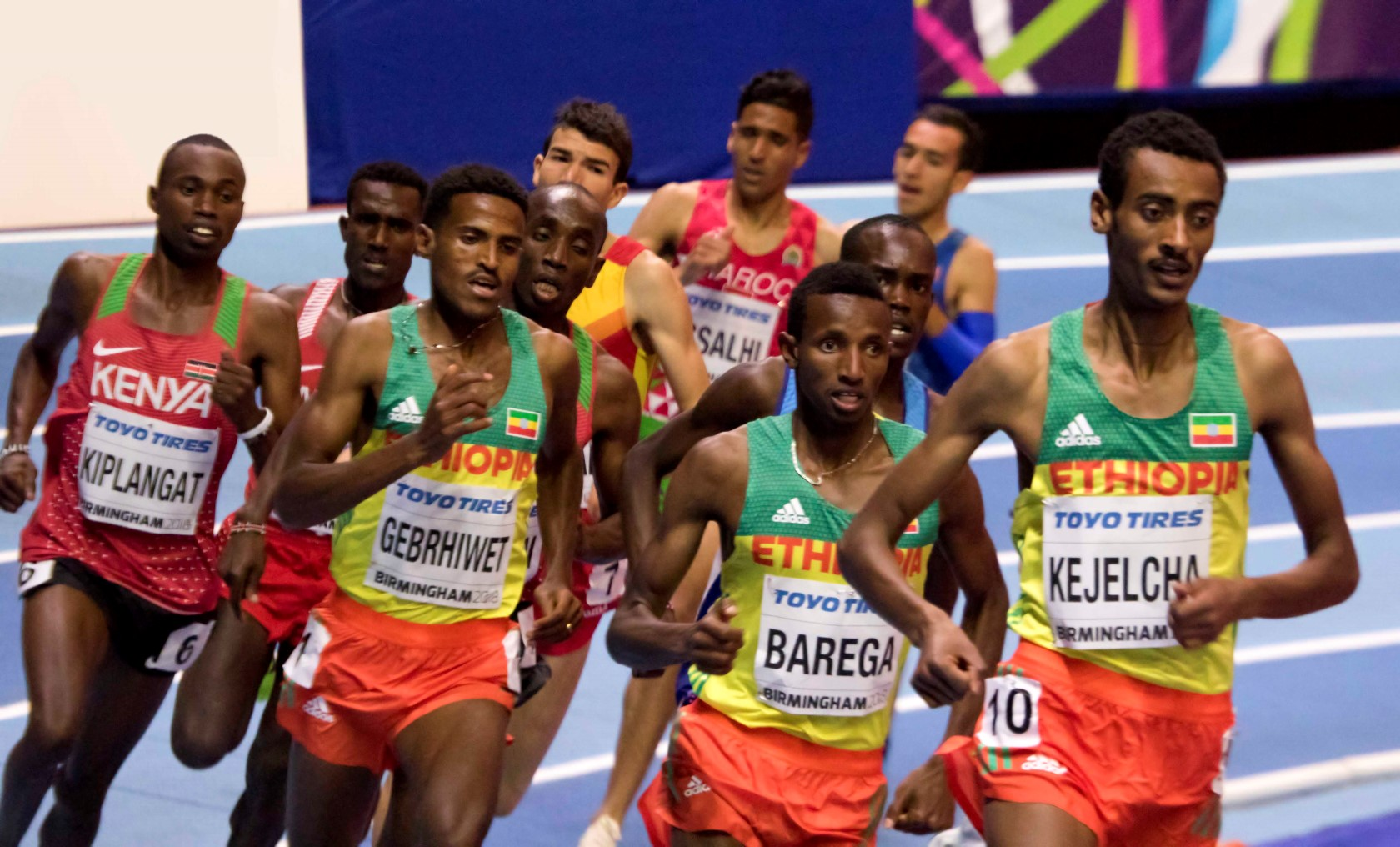
A final em curso

A final ocorreu dia 4 de março às 15:35 
| Posição           | Atleta               | Nacionalidade  | Tempo   | Notas    |
| ----------------- | -------------------- | -------------- | ------- | -------- |
| Medalha de ouro   | Yomif Kejelcha       | Etiópia        | 8:14.41 |          |
| Medalha de prata  | Selemon Barega       | Etiópia        | 8:15.59 |          |
| Medalha de bronze | Bethwell Birgen      | Quênia         | 8:15.70 |          |
| 4                 | Hagos Gebrhiwet      | Etiópia        | 8:15.76 |          |
| 5                 | Adel Mechaal         | Espanha        | 8:16.13 |          |
| 6                 | Younès Essalhi       | Marrocos       | 8:16.63 |          |
| 7                 | Davis Kiplangat      | Quênia         | 8:18.03 |          |
| 8                 | Clemens Bleistein    | Alemanha       | 8:18.24 |          |
| 9                 | Julian Oakley        | Nova Zelândia  | 8:18.60 |          |
| 10                | Birhanu Balew        | Bahrein        | 8:18.89 |          |
| 11                | Yassin Bouih         | Itália         | 8:20.84 |          |
| 12                | Shadrack Kipchirchir | Estados Unidos | DSQ     | 163.3(b) |

Legenda
| Recorde mundial       | Recorde mundial (World record)               |                       | Recorde africano                      | Recorde africano (African) |                                           | Q | Classificado por posição (Qualified) |
| Recorde do campeonato | Recorde do campeonato (Championship record)  | Recorde da América    | Recorde da América (Americas)         | q                          | Classificado por melhor tempo (Qualified) |   |                                      |
| Melhor marca do ano   | Melhor marca do ano (World leading)          | Recorde asiático      | Recorde asiático (Asian)              | DNS                        | Não largou (Did not start)                |   |                                      |
| Recorde nacional      | Recorde nacional (National record)           | Recorde europeu       | Recorde europeu (European)            | DNF                        | Não terminou (Did not finish)             |   |                                      |
| Recorde pessoal       | Recorde pessoal do atleta (Personal best)    | Recorde da Oceania    | Recorde da Oceania (Oceania)          | DSQ / DQ                   | Desclassificado (Disqualified)            |   |                                      |
| Recorde da temporada  | Recorde da temporada do atleta (Season best) | Recorde sul-americano | Recorde sul-americano (South America) | NM                         | Sem marca (No mark)                       |   |                                      |